# Caulophryne
Genre
Caulophryne est un genre de poissons abyssaux de l'ordre des Lophiiformes.

## Liste d'espèces
Selon FishBase (22 mai 2010), World Register of Marine Species (22 mai 2010) et ITIS (22 mai 2010) :
- Caulophryne jordani Goode & Bean, 1896
- Caulophryne pelagica (Brauer, 1902)
- Caulophryne pietschi Balushkin & Fedorov, 1985
- Caulophryne polynema Regan, 1930